# Nothoprodontia boliviana
Nothoprodontia boliviana är en skalbaggsart som beskrevs av Monné M. A. och Monné M. L. 2004. Nothoprodontia boliviana ingår i släktet Nothoprodontia och familjen långhorningar. Inga underarter finns listade i Catalogue of Life.